# 沃珀顿 (北达科他州)
沃珀顿（英語：Wahpeton），是美国北达科他州下属的一座城市。根据2010年美国人口普查，该市有人口7,766人。2011年估计该市有人口7,731人，相对于2010年，增长率为?0.45%。